# Házi pulyka
A házi pulyka (Meleagris gallopavo domesticus) a Meleagris gallopavo gallopavo alfajnak domesztikált változata. Taxonómiai besorolása az idők folyamán többször változott, a mai besorolás alapján a házi pulyka a Tyúkalkatúak rendjébe (Galliformes), a Valódi tyúk-félék alrendjébe (Galli), a Fácán-félék családjába (Phasianidae), a Pulyka-félék alcsaládjába (Meleagridinae) és a Meleagris nembe tartozik. Magyarországi fajtái védettek.

## Eredete
A házi pulyka őse az Észak-Amerikában ma is megtalálható vadpulyka vagy Mexikói pulyka, a (Meleagris gallopavo gallopavo). A pulyka háziasításáról többféle elképzelés látott napvilágot. Az egyik elmélet szerint miután a spanyol konkvisztádorok Amerikát felfedezték, a spanyol papok a kolostorok körüli gazdaságokba vitték a vadpulykát, megszelídítették, majd, mint házi állatokat tenyésztették. Ezeket a háziasított madarakat azután hazaküldték szülőföldjükre és a domesztikáció lényegében Spanyolországban fejeződött be.
Egy másik teória szerint a felfedezők a pulykát már szelídítve találták Közép-Amerikában. Eszerint a háziasítás nagyon magas színvonalú lehetett, mert a spanyol történetírók különböző színű és tollazatú madarakról írtak, amelyek közt még fehér is volt. Mexikóban a lakosság legfontosabb fehérjeforrása volt a pulyka, tartásuk a közép-amerikai nagy kultúrák határain is túlnyúlt és egészen a kertészkedő,  vadászó észak-amerikai törzsek területéig hatolt. A pulyka háziasításának időpontja Mexikóban i. e. 500-ra tehető.
Létezik egy harmadik elképzelés is a háziasításra, mégpedig a pulyka öndomesztikációja. Ebben a folyamatban a pulyka viselkedése jelentős szerepet játszik, ezt a 20. századi megfigyelések támasztják alá. A biológusok ezt az elképzelésüket a vadpulyka újratelepítése során végzett kísérletek tapasztalataira és a pulyka életmódjára alapozzák.
Hazánkba a török közvetítéssel került a 16. században, és indiai tyúknak hívták. II. Lajos király említi is egyik levelében, amit a milánói herceg követének írt. A Duna-Tisza közén a magyar parlagi pulyka két színváltozata, a fekete és a fehér terjedt el, de a nagyobb testű és a jobb tollhasznosítású fehér lassan kiszorította a feketét. Dél-Magyarországon és Boszniában pedig a harmadik változat volt kedvelt, a rézpulyka.
A 20. század elején megnőtt az Amerikából újabban behozott és nagyobb testű bronzpulyka szerepe, és kezdte kiszorítani a hagyományos fajtákat. A második világháború után ez a folyamat felgyorsult. A fajtatiszta szaporítás mellett keresztezték a magyar pulykával, amelynek fajtatiszta változatai már csak szórványosan voltak fellelhetők. Az 1970-es évek közepén, a génbanki állományok létrehozásának folyamán sikerült felkutatni fajtatiszta egyedeket. Debrecenben a bronz- és a fekete pulykából, Bugacon a rézpulykából alakítottak ki állományt.
Ma a fenntartó tenyésztést a Debreceni Egyetemen és Gödöllőn, a Kisállattenyésztési Kutatóintézetben végzik.

## Állomány
A pulyka tartása világszerte elterjedt mezőgazdasági tevékenység. A pulykákat főként húsuk és tollaik miatt tenyésztik. 2021-ben a pulykából több mint 60 országban tartottak, és az éves állomány nagysága meghaladta a 245 millió darabot.
A világ legnagyobb pulykatartói közé tartozik az Egyesült Államok, Brazília, Chile, Franciaország és Lengyelország. Ezek az országok a 2021-es állományuk alapján az első öt helyen álltak. 2021-ben az Egyesült Államokban, Brazíliában és Chilében volt az éves világ pulyka állományának az 52%-a.

## Magyar pulykafajták

### Magyar pulyka
Fekete és fehér színváltozata ismert. A fehér pulyka nagyobb testű, a kakas 6–8 kg, a tojó 5–6 kg súlyú. Tolla is értékes volt, kiváltképp a hónalj alatti „marabutoll”. Évente 30-40 tojást rak. A testsúly növelése érdekében egy időben a mexikói fehér pulykával keresztezték. A fekete változat egyöntetű fekete színű. A kakas 6–7 kg, a tojó 4–5 kg súlyú, évi tojástermelése 25-50 db. Mindkét változatot külterjesen tartják, s húsuk kitűnő minőségű. Edzettek, ellenállóak, elsősorban rovarevőek, de a magvakat is előszetetettel fogyasztják. Ezek is, mint az összes parlagi pulykafajta, éjszakára felrepülnek az ólban elhelyezett ülőrudakra, létrákra.

### Rézpulyka
Más elnevezés: indiai tyúk
Leírás: A tojók testtömege kifejlett korban 7 kg, a kakasoké 8–10 kg. Színeloszlása a bronzpulykáéhoz hasonló, azzal a különbséggel, hogy a bronzpulyka sötét színei a rézpulykánál a sötét rézvöröstől a fakóbb rozsdavörösig változhat. A fehér tollsávok ugyanott találhatóak. A láb rózsaszínű, a bőr fehér. A tojó valamivel világosabb árnyalatú. A szakáll - amely mindig fekete - a világosabb toll miatt jobban szembetűnő. A tojásai változóan pettyezettek, súlyuk 70-90 g. A csőr és a köröm világos csontszínű, a fej színe a világos vöröstől a kékig változhat. A szeme sötétbarna. Nagyon jól tartható a szabadban, edzett, ellenálló, az éjszakát kisebb fákon, kerítésen tölti.
Felhasználás: Húsát és tojását hasznosítjuk, fogyasztjuk. Húsa levesnek, sültnek egyaránt kiváló, combját füstöléssel is tartosítják.

### Bronzpulyka

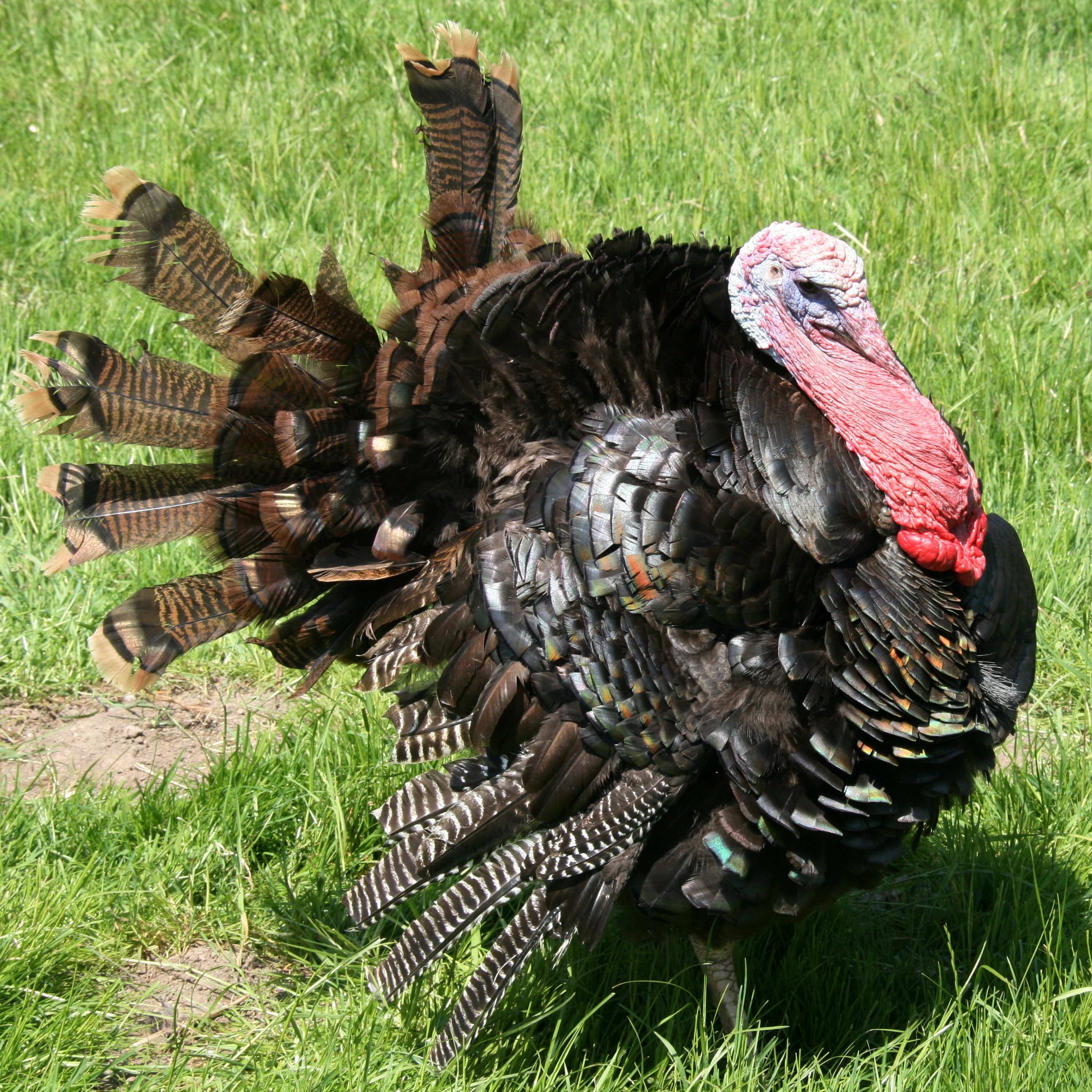
Bronzpulyka kakas

Az amerikai bronzpulyka a legrégebben kitenyésztett pulykafajták egyike. Honosult fajta. A magyar változat a standard bronzpulykánál kisebb testű, köszönhetően a magyar parlagi fajtával történt keresztezésnek. A kakas 6–8 kg, a tojó 5–6 kg súlyú. Évi tojástermelése 50-80 db. A kakas színe nyakától a háta közepéig világos bronzszínű, melle, törzse és szárnyai bronzárnyalatú feketék. Szintén alkalmas külterjes tartásra, edzett, viszonylag jól repül, igénytelen.

## Pulyka elnevezések
A pulykáknak különféle elnevezései vannak kor és ivar szerint. Pulykának általánosan, nemre való tekintet nélkül, a tenyészérett, 28 hétnél idősebb kifejlett egyedet nevezzük. A hímivarú pulyka elnevezése a kakas, egyes vidékeken bak, a nőivarú pulykáé tojó. A tenyésztési fokozatnak megfelelően elit kakast, nagyszülő kakast, szülőpár kakast különböztetünk meg.
- Napospipe

Napospipének vagy napospulykának a 48 óránál fiatalabb pulykát nevezzük, aminek a tömege nem lehet több, mint 42,0 g.
- Kispulyka

A két napnál idősebb pulykákat nevezzük így, egészen addig, amíg az első vedlésen nem estek át. Ez kb. 3 hetes korukig tart, ivartól függetlenül.
- Növendék pulyka

Ezen belül tenyésznövendék és pecsenyenövendék pulykát különböztetünk meg.
- Brojlerpulyka vagy pecsenyepulyka

Azokat a fehér tollazatú hibridpulykákat nevezzük így, amelyeket vágás céljára neveltek, intenzív körülmények között. Ezeket a pulykákat 12-16 hetes korig hizlalják, addig, amíg el nem érik a 2,5 és 6,5 kg közötti vágósúlyt.

## Hálaadásnapi pulyka
A pulyka volt az 1621-ben az Újvilágba érkező telepesek első vadászzsákmányainak egyike, s a hagyomány szerint az első hálaadásnapi vacsorára sült pulykát készítettek. Az Amerikai Egyesült Államokban ezért elképzelhetetlen ma is egy hálaadásnapi vacsora a hagyományos sült pulyka nélkül.